# Ethel Muckelt
Ethel M. Muckelt (Manchester, Inglaterra, 30 de maio de 1885 – Manchester, Inglaterra, 13 de dezembro de 1953) foi uma patinadora artística britânica. Ela conquistou uma medalha de bronze olímpica em 1924.

## Resultados

### Individual feminino
| Resultados                                            | Resultados    | Resultados        | Resultados    | Resultados    | Resultados    | Resultados    | Resultados    | Resultados    | Resultados    | Resultados    | Resultados    | Resultados    |
| Internacional                                         | Internacional | Internacional     | Internacional | Internacional | Internacional | Internacional | Internacional | Internacional | Internacional | Internacional | Internacional | Internacional |
| Evento/Temporada                                      | 1922– 1923    | 1923– 1924        | 1924– 1925    |               |               |               |               |               |               |               |               |               |
| ----------------------------------------------------- | ------------- | ----------------- | ------------- | ------------- | ------------- | ------------- | ------------- | ------------- | ------------- | ------------- | ------------- | ------------- |
| Jogos Olímpicos                                       |               | Medalha de bronze |               |               |               |               |               |               |               |               |               |               |
| Campeonato Mundial                                    | 4ª            |                   | 5ª            |               |               |               |               |               |               |               |               |               |
|                                                       |               |                   |               |               |               |               |               |               |               |               |               |               |
| Legenda: Competição não foi disputada nesta temporada |               |                   |               |               |               |               |               |               |               |               |               |               |

### Duplas

#### Com John Page
| Resultados                                            | Resultados       | Resultados    | Resultados    | Resultados    | Resultados    | Resultados    | Resultados    | Resultados    | Resultados    | Resultados    | Resultados    | Resultados    |
| Internacional                                         | Internacional    | Internacional | Internacional | Internacional | Internacional | Internacional | Internacional | Internacional | Internacional | Internacional | Internacional | Internacional |
| Evento/Temporada                                      | 1923– 1924       |               | 1925– 1926    |               | 1927– 1928    |               |               |               |               |               |               |               |
| ----------------------------------------------------- | ---------------- | ------------- | ------------- | ------------- | ------------- | ------------- | ------------- | ------------- | ------------- | ------------- | ------------- | ------------- |
| Jogos Olímpicos                                       | 4ª               |               | 7ª            |               |               |               |               |               |               |               |               |               |
| Campeonato Mundial                                    | Medalha de prata | 6ª            | 4ª            |               |               |               |               |               |               |               |               |               |
|                                                       |                  |               |               |               |               |               |               |               |               |               |               |               |
| Legenda: Competição não foi disputada nesta temporada |                  |               |               |               |               |               |               |               |               |               |               |               |

#### Com Sidney Wallwork
| Jogos Olímpicos | 5ª |